# Eberbacher Kuckucksmarkt
Der Eberbacher Kuckucksmarkt ist ein Volksfest in Eberbach am Neckar. Er findet jährlich über das verlängerte Wochenende um den letzten August-Sonntag statt, von Freitag bis Dienstag. Veranstalter ist die Stadtverwaltung Eberbach. Heute sind auf dem Markt neben dem Vergnügungspark mit Fahrgeschäften, Schaustellerständen und Bewirtungszelten insbesondere eine Vielzahl kleinerer Verkaufsstände zu finden. Ebenso wird noch an einem der Markttage eine Fleckviehschau veranstaltet. Der Markt wird dienstags mit einem Feuerwerk abgeschlossen.

## Geschichte
Der Eberbacher Kuckucksmarkt wurde vom 4. bis 6. Oktober 1929 zum ersten Mal ausgerichtet. Mit ihm erhoffte man sich einen wirtschaftlichen Aufschwung, nachdem Eberbach 1924 das badische Bezirksamt verloren hatte und in der regionalen Bedeutung gesunken war. Der Markt sollte Impulse für Handel und Fremdenverkehr bringen. Es gab von Anfang an einen Vergnügungspark, Ausstellungen von Gewerbe und Landwirtschaft sowie einen Viehmarkt. Neben dem Beerfelder Pferdemarkt und dem Michelstadter Bienenmarkt zählt der Eberbacher Kuckucksmarkt zu den bedeutendsten Jahrmärkten in der Region Odenwald/Neckar.
Bei der Beantragung des Markts bei der badischen Verwaltung bezog sich die Stadt Eberbach auf ein bereits zu Zeiten der Kurpfalz verliehenes Marktrecht. Landesherr Pfalzgraf Ruprecht II. erlaubte Eberbach nämlich 1394, einen Jahrmarkt zum Sankt-Ägidius-Tag am 1. September abzuhalten, „Zum Nutzen der Stadt und des Landes“. Jedermann hatte Zutritt zur Stadt, freies Geleit drei Tage vor und nach dem Markttag – nur Diebe und Mörder ausgenommen. Eberbach war damals ein bedeutendes Gemeinwesen, hatte den Sitz einer pfälzischen Vogtei.
Im Jahr 2015 wurde der Kuckucksmarkt zum 80. Mal gefeiert. In der Zeit des Zweiten Weltkrieges von 1939 bis 1945 fand er nicht statt. Es gab zwar 1941 und 1942 im August/September je einen "Volksfest-Betrieb" mit wenigen Schaustellern, jedoch war dies kein offizieller Kuckucksmarkt. Der Eberbacher Kuckucksmarkt ist inzwischen an seinem dritten innerörtlichen Standort. Ab 1929 bis zum Bau der Uferstraße Bundesstraße 37 1959 war das Festgelände am Lauer, dem Neckarvorland. Dann zog der Markt in die Altstadt und ihre nähere Umgebung. Im Jahr 1981 wurde das Marktgelände von der rechten auf die linke Neckarseite in den Stadtteil Neckarwimmersbach verlegt.
Der Name Kuckucksmarkt geht zurück auf das sogenannte Kuckucksmahl, das im Jahre 1604 im jetzigen Stadtteil Neckarwimmersbach stattfand, bei dem einem Eberbacher statt einer bestellten Taube ein gebratener Kuckuck zum Essen vorgesetzt wurde. Es schloss sich ein Prozess vor dem kurpfälzischen Eberbacher Stadtgericht und dann vor dem Eberbacher Zentgericht an, bei dem am 8. Januar 1605 das Urteil gesprochen wurde. Dabei wurde dem Wirt eine drastische Strafe auferlegt, weil er über den Gast „Schimpff und Schande“ gebracht habe. Der Gast wurde im Gegenzug wegen Beleidigung des Wirtes zu einer geringen Strafe verurteilt. Das Urteil in diesem Kuckucksprozess wurde 2004 im Generallandesarchiv Karlsruhe entdeckt.
Die Eberbacher haben bei der Bezeichnung des Kuckucksmarktes ihren Spottnamen Kuckucksfresser bzw. Kuckucke aufgegriffen.